# Sassie Island
Sassie Island, auch als Long Island bekannt, ist eine Insel in der Mitte der Torres Strait, einer Wasserstraße zwischen Australien und Papua-Neuguinea. Die 10,07 km² große Insel schließt sich im Westen an das mit 19,67 km² fast doppelt so große Korallenriff Sassie Reef an.
Sassie ist eine Koralleninsel, die acht Meter über die Wasseroberfläche ragt. Sie ist die größte Insel der Central Islands, vor Zagai. Die nächstgelegene bewohnte Insel ist Yam Island 14 km nordwestlich. Ebenfalls nahe gelegen sind Sue Island (17 km südlich) und Coconut Island (21 km östlich). Die zu Sassie Island nächstgelegene Insel außerhalb des Sassie Reef ist jedoch die unbewohnte Bet Island 11 km südlich.
Auf der Riffplattform des Sassie Reef liegen im Osten von Sassie Island noch zahlreiche weitere kleine Inseln, die alle unbenannt sind. Die kleinsten Inseln weisen nur wenige Meter im Durchmesser auf, während die größte Insel unmittelbar (wenige Meter) nordöstlich von Sassie Island eine Fläche von rund 1,5 Hektar erreicht. 